# Anushka Sharma
Anushka Sharma (pronounciat: [əˈnʊʂkaː ˈʃərmaː]; Ayodhya, 1 de maig de 1988) és una actriu i productora índia que treballa en pel·lícules en llengua hindi. És una de les actrius més populars i millor pagades de l'Índia, per la qual cosa ha rebut diversos premis, inclòs un Premi Filmfare.

## Trajectòria
Nascuda a Ayodhya i criada a Bangalore, Sharma va tenir la seva primera feina de model per al dissenyador de moda Wendell Rodricks el 2007. Més tard, es va traslladar a Bombai a fi de consolidar la seva carrera com a model. Va debutar com a actriu al costat de l'actor Shah Rukh Khan a la reeixida pel·lícula romàntica Rab Ne Bana Di Jodi (2008), i va guanyar popularitat amb els papers principals a les pel·lícules de cinema romàntic Band Baaja Baaraat (2010) i Jab Tak Hai Jaan (2012) de Yash Raj Films. Per haver interpretat a una aspirant a cineasta en aquesta última, va guanyar el Premi Filmfare a la Millor actriu de repartiment. Sharma va merèixer crítiques favorables per interpretar a dones amb gran força de voluntat al thriller criminal NH10 (2015) i als drames Dil Dhadakne Do (2015), Ae Dil Hai Mushkil (2016) i Sui Dhaaga (2018). Els seus majors èxits comercials van arribar amb el drama esportiu Sultan (2016), la sàtira religiosa PK (2014) i el biopic Sanju (2018) del director de Rajkumar Hirani.
Sharma és cofundadora de la productora Clean Slate Filmz, amb la qual ha produït diverses pel·lícules, com NH10. És també ambaixadora de múltiples marques, ha dissenyat la seva pròpia línia de roba femenina, anomenada Nush, i dona suport a diverses organitzacions i causes solidàries, com la igualtat de gènere i els drets dels animals. Sharma està casada amb el jugador de criquet Virat Kohli.
Sharma va adoptar una dieta vegetariana el 2015. The Times of India l'ha considerat com una de les «celebritats vegetarianes més importants de Bollywood». També ha estat nomenada «Persona de l'any» per l'organització People for the Ethical Treatment of Animals en diverses ocasions. És una àvida practicant de la meditació transcendental. Sharma ha confessat patir un trastorn d'ansietat.

## Filmografia
| Any  | Títol                         | Personatge             | Notes                                                                                      |
| ---- | ----------------------------- | ---------------------- | ------------------------------------------------------------------------------------------ |
| 2008 | Rab Ne Bana Di Jodi           | Taani Sahni            | Nominada: Premi Filmfare a la Millor actriu Nominada: Premi Filmfare a Millor debut femení |
| 2010 | Badmaash Company              | Bulbul Singh           |                                                                                            |
| 2010 | Banda Baaja Baaraat           | Shruti Kakkar          | Nominada: Premi Filmfare a Millor actriu                                                   |
| 2011 | Patiala House                 | Simran Chaggal         |                                                                                            |
| 2011 | Ladies vs Ricky Bahl          | Ishika Desai           |                                                                                            |
| 2012 | Jab Tak Hai Jaan              | Akira Rai              | Premi Filmfare a la Millor actriu de repartiment                                           |
| 2013 | Matru Ki Bijlee Ka Mandola    | Bijlee Mandola         |                                                                                            |
| 2014 | PK                            | Jagat "Jaggu" Janini   |                                                                                            |
| 2015 | NH10                          | Meera                  | Productora Nominada: Premi Filmfare a Millor actriu                                        |
| 2015 | Bombay Velvet                 | Rosie Noronha          |                                                                                            |
| 2015 | Dil Dhadakne Do               | Farah Ali              | Nominada: Premi Filmfare a Millor actriu de repartiment                                    |
| 2016 | Sultà                         | Aarfa Hussain          |                                                                                            |
| 2016 | Ae Dil Hai Mushkil            | Alizeh Khan            | Nominada: Premi Filmfare a Millor actriu                                                   |
| 2017 | Phillauri                     | Shashi Kumari          | Productora i cantant de la cançó "Naughty Billo"                                           |
| 2017 | Jab Harry va conèixer a Sejal | Sejal Zaveri           |                                                                                            |
| 2018 | Pari                          | Rukhsana               | Productora                                                                                 |
| 2018 | Sanju                         | Winnie Díaz            |                                                                                            |
| 2018 | Sui Dhaaga                    | Mamta                  | Nominada: Premi Filmfare de la crítica a Millor actriu                                     |
| 2018 | Zero                          | Aafia Yusufzai Bhinder |                                                                                            |
| 2020 | Angrezi Medium                | Ella mateixa           | Aparició especial a la cançó "Kudi Nu Nachne De"                                           |
| 2020 | Paatal Lok                    | —                      | Productora executiva: websèrie                                                             |
| 2020 | Bulbbul                       | —                      | Productora                                                                                 |